# Велоспорт на літніх Олімпійських іграх 2016 — кваліфікація
У цій статті представлено подробиці кваліфікаційного відбору на змагання з велоспорту на літні Олімпійські ігри 2016.
Загалом у змаганнях з велоспорту зможуть взяти участь 528 спортсменів (325 чоловіків і 203 жінки), які будуть змагатися за 18 комплектів нагород. Кожна країна може бути представлена не більш як 34-ма спортсменами (19 чоловіків і 15 жінок).

## Правила кваліфікації

### Шосейні велогонки
У шосейних велоперегонах зможуть взяти участь 211 спортсменів (144 чоловіки та 67 жінок). Кожна країна може бути представлена максимум 9-ма спортсменами (5 чоловіків і 4 жінки). Основним етапом відбору став рейтинг світового Туру UCI 2015, також значну частину розподілено між найкращими країнами за рейтингом континентальних турів UCI. У гонках з роздільним стартом виступлять велогонщики, які відібралися для участі в групових гонках. Олімпійські квоти, які спортсмени завоювали на чемпіонаті світу, дозволять країнам виставити в гонках з роздільним стартом по 2 велогонщики.

### Трекові гонки
Загалом у трекових велогонках зможуть взяти участь 189 спортсменів (99 чоловіків і 90 жінок). Єдиним критерієм відбору став олімпійський трековий рейтинг від 2014 до 2016 року, опублікований після закінчення Чемпіонату світу 2016. НОК може виставити по одній одній команді в кожній з чотирьох командних дисциплін. Країна, яка не змогла виставити команду у відповідній дисципліні, зможе виставити не більш як по два спортсмени в спринті й кейріні й одного спортсмена в омніумі. Країна, яка зібрала команду, зможе виставити цю кількість велогонщиків зі своїх командних ресурсів. Кожен НОК може виставити не більш як 15 учасників (8 чоловіків і 7 жінок). Для деяких країн кількість квот значно перевищить кількість велогонщиків, що кваліфікувались, одні й ті самі спортсмени зможуть взяти участь у різних дисциплінах. Існує мінімальна кількість квот на участь для кожного континенту.

### Маунтінбайк
В маунтінбайку зможуть взяти участь 80 спортсменів (50 чоловіків і 30 жінок). Більшість квот розподілено за результатами олімпійського кваліфікаційного рейтингу на 25 травня 2016 року. Решту путівок розіграно на 4-х континентальних чемпіонатах (за винятком європейського). Кожна країна може бути представлена максимум 5-ма спортсменами (3 чоловіки і 2 жінки). Бразилії гарантовано по одній квоті в чоловічих і жіночих змаганнях. У тому випадку, якщо бразильські спортсмени вибороли путівки на Ігри через інші кваліфікаційні змагання, то ліцензії перейшли до країн, які мають наступне за рейтингом місце, за тим, що дає право виставити одного спортсмена на Ігри.

### ВМХ
У змаганнях з BMX зможуть взяти участь 48 спортсменів (32 чоловіки і 16 жінок). Більшість квот розподілено за результатами олімпійського кваліфікаційного рейтингу на 31 травня 2016 року. Решту путівок розіграно в рамках чемпіонату світу, який пройшов у травні 2016 року в колумбійському Медельїні, а також за результатами індивідуального рейтингу BMX. Кожна країна може бути представлена максимум 5-ма спортсменами (3 чоловіки і 2 жінки). Бразилії гарантовано по одній квоті в чоловічих і жіночих змаганнях. У тому випадку, якщо бразильські спортсмени змогли вибороти путівки на Ігри через інші кваліфікаційні змагання, то ліцензії перейшли до країн, які мають таке наступне місце, за ти, що дає право виставити одного спортсмена на Ігри.

## Графік кваліфікації
Графік кваліфікації представлено у таблиці знизу.
| Змагання                                                        | Дата               | Місце                      |
| Шосейні гонки                                                   | Шосейні гонки      | Шосейні гонки              |
| --------------------------------------------------------------- | ------------------ | -------------------------- |
| Чемпіонат Африки з шосейних велогонок 2015 (чоловіки)           | 9–14 лютого 2015   | Вартбург (Південна Африка) |
| Чемпіонат Азії з шосейних велогонок 2015 (чоловіки)             | 10–14 лютого 2015  | Накхон Ратчасіма (Таїланд) |
| Панамериканський чемпіонат з шосейних велогонок 2015 (чоловіки) | 7–10 травня 2015   | Леон (Мексика)             |
| Чемпіонат світу з шосейних велогонок 2015                       | 19–27 вересня 2015 | Ричмонд (США)              |
| Світовий Тур UCI 2015                                           | 4 жовтня 2015      | Н/Д                        |
| Африканський Тур UCI 2015                                       | 1 січня 2016       | Н/Д                        |
| Американський Тур UCI 2015                                      | 1 січня 2016       | Н/Д                        |
| Азійський Тур UCI 2015                                          | 1 січня 2016       | Н/Д                        |
| Європейський Тур UCI 2015                                       | 1 січня 2016       | Н/Д                        |
| Тур Океанії UCI 2015                                            | 1 січня 2016       | Н/Д                        |
| Чемпіонат Азії з шосейних велогонок 2016 (жінки)                | 19–24 січня 2016   | Токіо (Японія)             |
| Чемпіонат Африки з шосейних велогонок 2016 (жінки)              | 22–26 лютого 2016  | Касабланка (Марокко)       |
| Панамериканський чемпіонат з шосейних велогонок 2016 (жінки)    | 26–28 травня 2016  | Сан-Кристобаль (Венесуела) |
| Світовий рейтинг UCI 2015–2016(жінки)                           | 31 травня 2016     | Н/Д                        |
| Трекові гонки                                                   |                    |                            |
| Світовий рейтинг UCI 2014—2016                                  | 6 березня 2016     | Лондон (Велика Британія)   |
| Маунтінбайк                                                     |                    |                            |
| Чемпіонат Океанії 2015                                          | 26–27 лютого 2015  | Тувумба (Австралія)        |
| Панамериканський чемпіонат 2015                                 | 27–29 березня 2015 | Кота (Колумбія)            |
| Чемпіонат Африки 2015                                           | 5–10 травня 2015   | Мусанзе (Руанда)           |
| Чемпіонат Азії 2015                                             | 12–16 серпня 2015  | Малакка (Малайзія)         |
| Олімпійський кваліфікаційний рейтинг UCI                        | 25 травня 2016     | Н/Д                        |
| BMX                                                             |                    |                            |
| Чемпіонат світу з BMX 2016                                      | 25–29 травня 2016  | Медельїн (Колумбія)        |
| Олімпійський кваліфікаційний рейтинг                            | 31 травня 2016     | Н/Д                        |
| Індивідуальний рейтинг BMX                                      | 31 травня 2016     | Н/Д                        |

## Шосейні гонки

### Групова гонка (чоловіки)
| Змагання                         | Місця за країною | Країни, що кваліфікувались       | Місць на країну |
| -------------------------------- | ---------------- | -------------------------------- | --------------- |
| Країна-господарка                | Н/Д              | Бразилія (BRA)                   | 2               |
| Світовий Тур UCI 2015            | 1                | Іспанія (ESP)                    | 5               |
| Світовий Тур UCI 2015            | 2                | Італія (ITA)                     | 5               |
| Світовий Тур UCI 2015            | 3                | Колумбія (COL)                   | 5               |
| Світовий Тур UCI 2015            | 4                | Велика Британія (GBR)            | 5               |
| Світовий Тур UCI 2015            | 5                | Бельгія (BEL)                    | 5               |
| Світовий Тур UCI 2015            | 6                | Франція (FRA)                    | 4               |
| Світовий Тур UCI 2015            | 7                | Нідерланди (NED)                 | 4               |
| Світовий Тур UCI 2015            | 8                | Австралія (AUS)                  | 3*              |
| Світовий Тур UCI 2015            | 9                | Німеччина (GER)                  | 4               |
| Світовий Тур UCI 2015            | 10               | Норвегія (NOR)                   | 1*              |
| Світовий Тур UCI 2015            | 11               | Польща (POL)                     | 3*              |
| Світовий Тур UCI 2015            | 12               | Португалія (POR)                 | 4               |
| Світовий Тур UCI 2015            | 13               | Чехія (CZE)                      | 3*              |
| Світовий Тур UCI 2015            | 14               | Словенія (SLO)                   | 3*              |
| Світовий Тур UCI 2015            | 15               | Швейцарія (SUI)                  | 4               |
| Світовий Тур UCI 2015            | особисте         | Словаччина (SVK)                 | 1               |
| Світовий Тур UCI 2015            | особисте         | Люксембург (LUX)                 | 1               |
| Африканський тур UCI             | 1                | Марокко (MAR)                    | 3               |
| Африканський тур UCI             | 2                | Алжир (ALG)                      | 2               |
| Африканський тур UCI             | 3                | ПАР (RSA)                        | 1**             |
| Африканський тур UCI             | 4                | Еритрея (ERI)                    | 1**             |
| Африканський тур UCI             | Особисте         | Туніс (TUN)                      | 1               |
| Африканський тур UCI             | Особисте         | Руанда (RWA)                     | 1               |
| Американський тур UCI            | 1                | Канада (CAN)                     | 3               |
| Американський тур UCI            | 2                | Аргентина (ARG)                  | 3               |
| Американський тур UCI            | 3                | Венесуела (VEN)                  | 2**             |
| Американський тур UCI            | 4                | США (USA)                        | 1**             |
| Американський тур UCI            | 5                | Коста-Рика (CRC)                 | 1**             |
| Американський тур UCI            | Особисте         | Еквадор (ECU)                    | 1               |
| Американський тур UCI            | Особисте         | Гватемала (GUA)                  | 1               |
| Американський тур UCI            | Особисте         | Чилі (CHI)                       | 1               |
| Азійський тур UCI                | 1                | Іран (IRI)                       | 3               |
| Азійський тур UCI                | 2                | Казахстан (KAZ)                  | 2               |
| Азійський тур UCI                | 3                | Японія (JPN)                     | 2               |
| Азійський тур UCI                | 4                | Південна Корея (KOR)             | 2               |
| Європейський тур UCI             | 1                | Україна (UKR)                    | 3               |
| Європейський тур UCI             | 2                | Словенія (SLO)                   | 1***            |
| Європейський тур UCI             | 3                | Росія (RUS)                      | 3               |
| Європейський тур UCI             | 4                | Данія (DEN)                      | 3               |
| Європейський тур UCI             | 5                | Норвегія (NOR)                   | 3***            |
| Європейський тур UCI             | 6                | Польща (POL)                     | 1***            |
| Європейський тур UCI             | 7                | Австрія (AUT)                    | 2               |
| Європейський тур UCI             | 8                | Білорусь (BLR)                   | 2               |
| Європейський тур UCI             | 9                | Туреччина (TUR)                  | 2               |
| Європейський тур UCI             | 10               | Чехія (CZE)                      | 1***            |
| Європейський тур UCI             | 11               | Литва (LTU)                      | 2               |
| Європейський тур UCI             | 12               | Естонія (EST)                    | 2               |
| Європейський тур UCI             | 13               | Ірландія (IRL)                   | 2               |
| Європейський тур UCI             | 14               | Латвія (LAT)                     | 2               |
| Європейський тур UCI             | 15               | Хорватія (CRO)                   | 2               |
| Європейський тур UCI             | 16               | Швеція (SWE)                     | 2               |
| Європейський тур UCI             | Особисте         | Азербайджан (AZE)                | 1               |
| Європейський тур UCI             | Особисте         | Сербія (SRB)                     | 1               |
| Європейський тур UCI             | Особисте         | Греція (GRE)                     | 1               |
| Європейський тур UCI             | Особисте         | Болгарія (BUL)                   | 1               |
| Європейський тур UCI             | Особисте         | Румунія (ROU)                    | 1               |
| Тур Океанії UCI                  | 1                | Нова Зеландія (NZL)              | 2               |
| Чемпіонат Африки 2015            | 1                | Ефіопія (ETH)                    | 1               |
| Чемпіонат Африки 2015            | 2                | Намібія (NAM)                    | 1               |
| Чемпіонат Азії 2015              | 1                | Об'єднані Арабські Емірати (UAE) | 1               |
| Чемпіонат Азії 2015              | 2                | Гонконг (HKG)                    | 1               |
| Панамериканський чемпіонат 2015  | 1                | Мексика (MEX)                    | 1               |
| Панамериканський чемпіонат 2015  | 2                | Домініканська Республіка (DOM)   | 1               |
| Перерозподіл невикористаних квот |                  | Пуерто-Рико (PUR)                | 1               |
| Перерозподіл невикористаних квот | ПАР (RSA)        | 1                                |                 |
| Перерозподіл невикористаних квот | США (USA)        | 1                                |                 |
| Запрошення тристоронньої комісії |                  | Болівія (BOL)                    | 1               |
| Запрошення тристоронньої комісії | Косово (KOS)     | 1                                |                 |
| Запрошення тристоронньої комісії | Лаос (LAO)       | 1                                |                 |
| Загалом                          |                  |                                  | 144             |

* Квоту зменшено на число, яке дорівнює кількості учасників у рейтингу відповідного туру
** Квоту зменшено на один, щоб вмістити спортсменів, які здобули особисту кваліфікацію на тому самому турі
*** Додаткові квоти, здобуті на континентальних турах країнами, які не мають велогонщиків у рейтингу світового туру

### Роздільна гонка (чоловіки)
| Змагання              | Місця за країною | Країни, що кваліфікувались | Місць на країну |
| --------------------- | ---------------- | -------------------------- | --------------- |
| Світовий Тур UCI 2015 | 1                | Іспанія (ESP)              | 1               |
| Світовий Тур UCI 2015 | 2                | Італія (ITA)               | 1               |
| Світовий Тур UCI 2015 | 3                | Колумбія (COL)             | 1               |
| Світовий Тур UCI 2015 | 4                | Велика Британія (GBR)      | 1               |
| Світовий Тур UCI 2015 | 5                | Бельгія (BEL)              | 1               |
| Світовий Тур UCI 2015 | 6                | Франція (FRA)              | 1               |
| Світовий Тур UCI 2015 | 7                | Нідерланди (NED)           | 1               |
| Світовий Тур UCI 2015 | 8                | Австралія (AUS)            | 1               |
| Світовий Тур UCI 2015 | 9                | Німеччина (GER)            | 1               |
| Світовий Тур UCI 2015 | 10               | Норвегія (NOR)             | 1               |
| Світовий Тур UCI 2015 | 11               | Польща (POL)               | 1               |
| Світовий Тур UCI 2015 | 12               | Португалія (POR)           | 1               |
| Світовий Тур UCI 2015 | 13               | Чехія (CZE)                | 1               |
| Світовий Тур UCI 2015 | 14               | Словенія (SLO)             | 1               |
| Світовий Тур UCI 2015 | 15               | Швейцарія (SUI)            | 1               |
| Африканський тур UCI  | 1                | Марокко (MAR)              | 1               |
| Африканський тур UCI  | 2                | Алжир (ALG)                | 1               |
| Американський тур UCI | 1                | Канада (CAN)               | 1               |
| Американський тур UCI | 2                | Аргентина (ARG)            | 1               |
| Американський тур UCI | 3                | Венесуела (VEN)            | 1               |
| Американський тур UCI | 4                | США (USA)                  | 1               |
| Азійський тур UCI     | 1                | Іран (IRI)                 | 1               |
| Азійський тур UCI     | 2                | Казахстан (KAZ)            | 1               |
| Європейський тур UCI  | 1                | Україна (UKR)              | 1               |
| Європейський тур UCI  | 2                | Росія (RUS)                | 1               |
| Європейський тур UCI  | 3                | Данія (DEN)                | 1               |
| Європейський тур UCI  | 4                | Австрія (AUT)              | 1               |
| Європейський тур UCI  | 5                | Білорусь (BLR)             | 1               |
| Європейський тур UCI  | 6                | Туреччина (TUR)            | 1               |
| Тур Океанії UCI       | 1                | Нова Зеландія (NZL)        | 1               |
| Чемпіонат світу 2015  | 1                | Білорусь (BLR)             | 1               |
| Чемпіонат світу 2015  | 2                | Італія (ITA)               | 1               |
| Чемпіонат світу 2015  | 3                | Франція (FRA)              | 1               |
| Чемпіонат світу 2015  | 4                | Іспанія (ESP)              | 1               |
| Чемпіонат світу 2015  | 5                | Нідерланди (NED)           | 1               |
| Чемпіонат світу 2015  | 6                | Австралія (AUS)            | 1               |
| Чемпіонат світу 2015  | 7                | Німеччина (GER)            | 1               |
| Чемпіонат світу 2015  | 8                | Польща (POL)               | 1               |
| Чемпіонат світу 2015  | 9                | Чехія (CZE)                | 1               |
| Чемпіонат світу 2015  | 10               | США (USA)                  | 1               |
| Загалом               |                  |                            | 40              |

### Групова гонка (жінки)
| Змагання                                            | Місця за країною      | Країни, що кваліфікувались | Місць на країну |
| --------------------------------------------------- | --------------------- | --- | --------------- |
| Країна-господарка                                   | Н/Д                   | Бразилія (BRA) | 1               |
| Світовий рейтинг UCI 2016                           | 3 1-го по 5-те        | Нідерланди (NED) США (USA) Італія (ITA) Австралія (AUS) Німеччина (GER) | 4               |
| Світовий рейтинг UCI 2016                           | 3 6-го по 13-те       | Польща (POL) Швеція (SWE) Велика Британія (GBR) Канада (CAN) Бельгія (BEL) | 3               |
| Світовий рейтинг UCI 2016                           | 3 6-го по 13-те       | Франція (FRA) ПАР (RSA) Люксембург (LUX) | 2*              |
| Світовий рейтинг UCI 2016                           | 3 14-го по 22-те      | Росія (RUS) Україна (UKR) Білорусь (BLR) Фінляндія (FIN) Куба (CUB) Нова Зеландія (NZL) Мексика (MEX) Швейцарія (SUI) Іспанія (ESP)                                             | 1*              |
| Світовий рейтинг UCI 2016                           | Індивідуальні топ-100 | Китайський Тайбей (TPE) Норвегія (NOR) Бразилія (BRA) Азербайджан (AZE) Таїланд (THA) Австрія (AUT) Словенія (SLO) Литва (LTU) Кіпр (CYP) Ізраїль (ISR) Японія (JPN) Чилі (CHI) | 1               |
| Чемпіонат Африки 2016                               | 1                     | Намібія (NAM) | 1               |
| Панамериканський чемпіонат 2016                     | 1                     | Венесуела (VEN) | 1               |
| Чемпіонат Азії 2016                                 | 1                     | Південна Корея (KOR) | 1               |
| Перерозподіл невикористаної квоти країни-господарки |                       | Колумбія (COL) | 1               |
| Загалом                                             |                       | | 68              |

* Квоту зменшено на один, щоб розмістити особистих кваліфіканток

### Роздільна гонка (жінки)
| Змагання                  | Місця за країною | Країни, що кваліфікувались | Місць на країну |
| ------------------------- | ---------------- | --- | --------------- |
| Світовий рейтинг UCI 2016 | 3 1-го по 15-те  | Нідерланди (NED) США (USA) Італія (ITA) Австралія (AUS) Німеччина (GER) Польща (POL) Швеція (SWE) Велика Британія (GBR) Канада (CAN) Бельгія (BEL) Франція (FRA) ПАР (RSA) Люксембург (LUX) Росія (RUS) Україна (UKR) | 1               |
| Чемпіонат світу 2015      | 3 1-го по 10-те  | Нова Зеландія (NZL) Нідерланди (NED) Німеччина (GER) Австралія (AUS) США (USA) Білорусь (BLR) Бельгія (BEL) Канада (CAN) Швеція (SWE) Японія (JPN)                                                                    | 1               |
| Загалом                   |                  | | 25              |

## Трекові гонки

### Командний спринт (чоловіки)
Команди мають складатися з 3-х учасників.
| Змагання                                | Місця за країною | Країни, що кваліфікувались | Команд на країну |
| --------------------------------------- | ---------------- | --- | ---------------- |
| Олімпійський трековий рейтинг 2014—2016 | 3 1-го по 9-те   | Німеччина (GER) Франція (FRA) Нідерланди (NED) Велика Британія (GBR) Австралія (AUS) Нова Зеландія (NZL) Польща (POL) Венесуела (VEN) Південна Корея (KOR) | 1                |
| Загалом                                 |                  | | 9                |

### Спринт (чоловіки)
| Змагання                                    | Місця за країною | Країни, що кваліфікувались | Місць на країну |
| ------------------------------------------- | ---------------- | --- | --------------- |
| Олімпійський трековий рейтинг 2014—2016     | 3 1-го по 9-те   | Росія (RUS) Колумбія (COL) Китай (CHN) Чехія (CZE) Тринідад і Тобаго (TTO) Японія (JPN) Іспанія (ESP) Росія (RUS) Чехія (CZE)                              | 1               |
| НОК, що кваліфікувались на командний спринт |                  | Німеччина (GER) Франція (FRA) Нідерланди (NED) Велика Британія (GBR) Австралія (AUS) Нова Зеландія (NZL) Польща (POL) Венесуела (VEN) Південна Корея (KOR) | до 2            |
| Загалом                                     |                  | | 27              |

### Кейрін (чоловіки)
| Змагання                                    | Місця за країною | Країни, що кваліфікувались | Місць на країну |
| ------------------------------------------- | ---------------- | --- | --------------- |
| Олімпійський трековий рейтинг 2014—2016     | 3 1-го по 9-те   | Колумбія (COL) США (USA) Малайзія (MAS) Росія (RUS) Канада (CAN) Японія (JPN) Греція (GRE) Чехія (CZE) Італія (ITA) Японія (JPN)                           | 1               |
| НОК, що кваліфікувались на командний спринт |                  | Німеччина (GER) Франція (FRA) Нідерланди (NED) Велика Британія (GBR) Австралія (AUS) Нова Зеландія (NZL) Польща (POL) Венесуела (VEN) Південна Корея (KOR) | 2               |
| Загалом                                     |                  | | 27              |

### Командна гонка переслідування (чоловіки)
Команди повинні складатись з 4-х велогонщиків.
| Змагання                                | Місця за країною | Країни, що кваліфікувались | Команд на країну |
| --------------------------------------- | ---------------- | --- | ---------------- |
| Олімпійський трековий рейтинг 2014—2016 | 3 1-го по 9-те   | Австралія (AUS) Велика Британія (GBR) Нова Зеландія (NZL) Німеччина (GER) Данія (DEN) Швейцарія (SUI) Росія (RUS) Нідерланди (NED) Китай (CHN) | 1                |
| Загалом                                 |                  | | 9                |

### Омніум (чоловіки)
| Змагання                                | Місця за країною | Країни, що кваліфікувались | Місць на країну |
| --------------------------------------- | ---------------- | --- | --------------- |
| Олімпійський трековий рейтинг 2014—2016 | 3 1-го по 18-те  | Австралія (AUS) Колумбія (COL) Німеччина (GER) Італія (ITA) Данія (DEN) Велика Британія (GBR) Нова Зеландія (NZL) Франція (FRA) Бельгія (BEL) Нідерланди (NED) Швейцарія (SUI) США (USA) Японія (JPN) Бразилія (BRA) Гонконг (HKG) Казахстан (KAZ) Мексика (MEX) Південна Корея (KOR) | 1               |
| Загалом                                 |                  | | 18              |

### Командний спринт (жінки)
Команди повинні складатися з двох учасниць.
| Змагання                                | Місця за країною | Країни, що кваліфікувались | Команд на країну |
| --------------------------------------- | ---------------- | --- | ---------------- |
| Олімпійський трековий рейтинг 2014—2016 | 3 1-го по 9-те   | Китай (CHN) Росія (RUS) Австралія (AUS) Німеччина (GER) Нідерланди (NED) Іспанія (ESP) Франція (FRA) Канада (CAN) Нова Зеландія (NZL) | 1                |
| Загалом                                 |                  | | 9                |

### Спринт (жінки)
| Змагання                                    | Місця за країною | Країни, що кваліфікувались | Місць на країну |
| ------------------------------------------- | ---------------- | --- | --------------- |
| Олімпійський трековий рейтинг 2014—2016     | 3 1-го по 9-те   | Гонконг (HKG) Литва (LTU) Куба (CUB) Велика Британія (GBR) Азербайджан (AZE) Велика Британія (GBR) Малайзія (MAS) Колумбія (COL) Єгипет (EGY) | 1               |
| НОК, що кваліфікувались на командний спринт |                  | Китай (CHN) Росія (RUS) Австралія (AUS) Німеччина (GER) Нідерланди (NED) Іспанія (ESP) Франція (FRA) Канада (CAN) Нова Зеландія (NZL)         | до 2            |
| Загалом                                     |                  | | 27              |

### Кейрін (жінки)
| Змагання                                    | Місця за країною | Країни, що кваліфікувались | Місць на країну |
| ------------------------------------------- | ---------------- | --- | --------------- |
| Олімпійський трековий рейтинг 2014—2016     | 3 1-го по 9-те   | Гонконг (HKG) Південна Корея (KOR) Литва (LTU) Куба (CUB) Україна (UKR) Колумбія (COL) Ірландія (IRL) Велика Британія (GBR) Азербайджан (AZE) | 1               |
| НОК, що кваліфікувались на командний спринт |                  | Китай (CHN) Росія (RUS) Австралія (AUS) Німеччина (GER) Нідерланди (NED) Іспанія (ESP) Франція (FRA) Канада (CAN) Нова Зеландія (NZL)         | до 2            |
| Загалом                                     |                  | | 27              |

### Командна гонка переслідування (жінки)
Команди мають складатись з 4-х спортсменок.
| Змагання                                | Місця за країною | Країни, що кваліфікувались | Команд на країну |
| --------------------------------------- | ---------------- | --- | ---------------- |
| Олімпійський трековий рейтинг 2014—2016 | 3 1-го по 9-те   | Велика Британія (GBR) Канада (CAN) Австралія (AUS) Китай (CHN) США (USA) Нова Зеландія (NZL) Італія (ITA) Німеччина (GER) Польща (POL) | 1                |
| Загалом                                 |                  | | 9                |

### Омніум (жінки)
| Змагання                                | Місця за країною | Країни, що кваліфікувались | Місць на країну |
| --------------------------------------- | ---------------- | --- | --------------- |
| Олімпійський трековий рейтинг 2014—2016 | 3 1-го по 18-те  | Велика Британія (GBR) Нідерланди (NED) США (USA) Бельгія (BEL) Австралія (AUS) Франція (FRA) Куба (CUB) Білорусь (BLR) Данія (DEN) Польща (POL) Німеччина (GER) Канада (CAN) Нова Зеландія (NZL) Китай (CHN) Гонконг (HKG) Китайський Тайбей (TPE) Венесуела (VEN) Японія (JPN) | 1               |
| Загалом                                 |                  | | 18              |

## Маунтінбайк

### Маунтінбайк (чоловіки)
| Змагання                                  | Місця за країною | Країни, що кваліфікувались | Місць на країну |
| ----------------------------------------- | ---------------- | --- | --------------- |
| Олімпійський кваліфікаційний рейтинг 2016 | 3 1-го по 5-те   | Швейцарія (SUI) Франція (FRA) Іспанія (ESP) Чехія (CZE) Італія (ITA) | 3               |
| Олімпійський кваліфікаційний рейтинг 2016 | 3 6-го по 13-те  | Німеччина (GER) Нідерланди (NED)* Австралія (AUS) Бельгія (BEL) Канада (CAN) Португалія (POR) ПАР (RSA) Бразилія (BRA)                                                                         | 2               |
| Олімпійський кваліфікаційний рейтинг 2016 | 3 14-го по 26-те | Австрія (AUT) Словаччина (SVK) США (USA) Аргентина (ARG) Нова Зеландія (NZL) Данія (DEN) Швеція (SWE) Греція (GRE) Ізраїль (ISR) Японія (JPN) Угорщина (HUN) Росія (RUS) Велика Британія (GBR) | 1               |
| Чемпіонат Африки 2015                     | 3 1-го по 2-те   | Маврикій (MRI) Руанда (RWA) | 1               |
| Панамериканський чемпіонат 2015           | 3 1-го по 2-те   | Колумбія (COL) Коста-Рика (CRC) | 1               |
| Чемпіонат Азії 2015                       | 3 1-го по 2-ге   | Китай (CHN) Гонконг (HKG) | 1               |
| Океанія                                   | 1                | Гуам (GUM) | 1               |
| Запрошення тристоронньої комісії          | 1                | Лесото (LES) | 1               |
| Загалом                                   |                  | | 50              |

### Маунтінбайк (жінки)
| Змагання                                  | Місця за країною | Країни, що кваліфікувались | Місць на країну |
| ----------------------------------------- | ---------------- | --- | --------------- |
| Олімпійський кваліфікаційний рейтинг 2016 | 3 1-го по 8-ме   | Швейцарія (SUI) Німеччина (GER) Канада (CAN) Франція (FRA) США (USA) Словенія (SLO) Польща (POL) Україна (UKR)                         | 2               |
| Олімпійський кваліфікаційний рейтинг 2016 | 3 9-го по 19-те  | Росія (RUS) Норвегія (NOR) Данія (DEN) Бельгія (BEL) Бразилія (BRA) Італія (ITA) Австралія (AUS) Швеція (SWE) Сербія (SRB) Чехія (CZE) | 1               |
| Чемпіонат Африки 2015                     | 1                | ПАР (RSA)1 Намібія (NAM) | 1               |
| Панамериканський чемпіонат 2015           | 1                | Мексика (MEX) | 1               |
| Чемпіонат Азії 2015                       | 1                | Китай (CHN) | 1               |
| Чемпіонат Океанії 2015                    | 1                | Нова Зеландія (NZL) | 1               |
| Запрошення тристоронньої комісії          | 1                | Східний Тимор (TLS) | 1               |
| Загалом                                   |                  | | 30              |

↑  — Південна Африка виграла континентальні квоти на чоловічі і жіночі змагання з маунтінбайку, але вирішила їх не приймати. Спортивна конфедерація Південної Африки, Олімпійський комітет (SASCOC) і Cycling South Africa (CSA) домовилися, що як критерій відбору на Олімпіаду 2016, шлях континентального відбору розглядати не будуть.

## BMX

### BMX (чоловіки)
| Змагання                                 | Місця за країною | Країни, що кваліфікувались                                                                   | Місць на країну |
| ---------------------------------------- | ---------------- | -------------------------------------------------------------------------------------------- | --------------- |
| Олімпійський кваліфікаційний рейтинг UCI | 3 1-го по 4-те   | США (USA) Нідерланди (NED) Австралія (AUS) Франція (FRA)                                     | 3               |
| Олімпійський кваліфікаційний рейтинг UCI | 3 5-го по 7-ме   | Велика Британія (GBR) Латвія (LAT) Колумбія (COL)                                            | 2               |
| Олімпійський кваліфікаційний рейтинг UCI | 3 8-го по 13-те  | Аргентина (ARG) Швейцарія (SUI) Канада (CAN) Нова Зеландія (NZL) Бразилія (BRA) Японія (JPN) | 1               |
| Особистий рейтинг BMX UCI                | 3 1-го по 4-те   | Еквадор (ECU) Росія (RUS) Німеччина (GER) Норвегія (NOR)                                     | 1               |
| Чемпіонат світу з BMX 2016               | 3 1-го по 3-тє   | Венесуела (VEN) ПАР (RSA) Данія (DEN)                                                        | 1               |
| Перерозподіл невикористаних квот         |                  | Індонезія (INA)                                                                              | 1               |
| Загалом                                  |                  |                                                                                              | 32              |

### BMX (жінки)
| Змагання                                            | Місця за країною | Країни, що кваліфікувались                               | Місць на країну |
| --------------------------------------------------- | ---------------- | -------------------------------------------------------- | --------------- |
| Олімпійський кваліфікаційний рейтинг UCI            | 3 1-го по 3-тє   | Австралія (AUS) США (USA) Нідерланди (NED)               | 2               |
| Олімпійський кваліфікаційний рейтинг UCI            | 3 4-го по 7-ме   | Колумбія (COL) Франція (FRA) Венесуела (VEN) Росія (RUS) | 1               |
| Особистий рейтинг BMX UCI                           | 3 1-го по 3-те   | Бельгія (BEL) Данія (DEN) Аргентина (ARG)                | 1               |
| Чемпіонат світу з BMX 2016                          | 3 1-го по 2-те   | Німеччина (GER) Бразилія (BRA)                           | 1               |
| Перерозподіл невикористаної квоти країни-господарки |                  | Таїланд (THA)                                            | 1               |
| Загалом                                             |                  |                                                          | 16              |